# Diaporama
Un diaporama est un document destiné à être projeté sur un écran, soit sous forme d'une succession de diapositives lors d'une présentation orale, soit sous forme audiovisuelle intégrant une bande sonore.

## Usages
Créé dans les années 1950 avec l'avènement de la diapositive 35mm ou 6 × 6 cm, le diaporama prolonge la simple projection sur un écran d'images fixes, par la scénarisation et ne se séparera plus de la bande son diffusée en synchronisation. On peut alors parler de court ou moyen métrage photographique sonorisé. Le diaporama devient vite un média très prisé dans de nombreux festivals du monde, étant reconnu comme spectacle à part entière. Il tire sa particularité de l'enchainement des diapositives par fondu enchainé entre deux projecteurs (voire 4 ou plus), créant ainsi ce que les initiés appellent la troisième image, celle qui résulte du mixage entre deux images et donc qui obéit à des règles de mélange harmonieux pour le passage d'une image à l'autre.
Si la technique du diaporama est souvent utilisée dans de nombreux reportages télévisés, le média lui-même n'attire plus autant les foules dans les salles de projection. Aujourd'hui les technologies numériques ont remplacé la diapositive et les bandes magnétiques. Les logiciels informatiques permettant la réalisation de diaporamas sont sensiblement les mêmes que les logiciels de montage vidéo et si certains finalisent les œuvres en fichiers exécutifs (.exe), la plupart ont opté pour des formats vidéo classiques (.mp4, .mov, .avi...)
Aujourd'hui, si le média diaporama étonne encore les jeunes générations qui n'en ont que rarement entendu parler, il ne fait plus partie des matières enseignées dans les grandes écoles d'art, souvent considéré (à tort peur-être) par les enseignants comme un art mineur, qui n'a plus sa place dans le monde du futur.
Depuis la disponibilité de vidéoprojecteurs, on appelle aussi couramment « diaporama » une conférence appuyée sur un document établi à l'aide de logiciel de présentation tels qu'Impress de LibreOffice ou Apache OpenOffice, ou Beamer, libres et gratuits, ou Microsoft PowerPoint, logiciel propriétaire, qu'il s'agisse d'une conférence professionnelle ou d'un spectacle public composé uniquement de photographies. Même sans projection, les principaux logiciels de traitement d'images proposent des « diaporamas » consistant à faire défiler une sélection d'images en boucle.

## Approches artistiques
La technique du diaporama est aussi régulièrement utilisée par certains artistes et vidéastes. Parmi eux, on peut citer Chris Marker et ses films La Jetée (1962) ou encore Si j'avais quatre dromadaires (1966).

« Le diaporama est un art : disposant à sa guise des éléments relevant des techniques du graphisme et de l'image, des techniques sonores et musicales, de l'art de raconter et de mettre en scène, le créateur (de talent) place le diaporama au rang de moyen d'expression et de « complexe culturel complet » [...]. »

— Jacques Muller, Jean-Paul Petit et Daniel Revaud, Le Diaporama, un loisir, un art, une passion
Le site du DCcn (Diaporama Créatif court et numérique) propose gratuitement plus de 1000 diaporamas numériques, tous primés dans les festivals français ou étrangers depuis 1963.
Depuis juillet 2017, ces œuvres peuvent être visualisées en streaming.